# Stanimirz
Stanimirz, Stanimierz – wieś na Ukrainie w rejonie lwowskim (wcześniej w rejonie przemyślańskim) należącym do obwodu lwowskiego.

## Położenie
Na podstawie Słownika geograficznego Królestwa Polskiego i innych krajów słowiańskich: Stanimirz to wieś w powiecie przemyślańskim, 9 km od Przemyślan, 7 km od Podhajczyk koło Lwowa.

## Historia
W 1714 Adam Lisiecki pozwał Cetnerów o najazd Stanimierza i różne gwałty.
W czasie okupacji niemieckiej Ukrainka Jewhenija Szewczuk ukrywała w Stanimirzu Żydówkę Szeindl Gojchman i jej córkę Eleonorę. W 1995 roku Instytut Jad Waszem uhonorował ją za to tytułem Sprawiedliwej wśród Narodów Świata.